# Sainte-Marie-de-Cuines
Pour les articles homonymes, voir Sainte-Marie.
Sainte-Marie-de-Cuines est une commune française située dans le département de la Savoie, en région Auvergne-Rhône-Alpes.

## Géographie

### Localisation
Ce village est situé dans la vallée de la Maurienne, dans le canton de La Chambre. Il est situé au pied du célèbre col du Glandon et fait face au col de la Madeleine.
Ce petit village est aussi proche de nombreuses stations telles que Saint-François-Longchamp ou Saint-Colomban-des-Villards, donnant accès au domaine des Sybelles pendant l'hiver.

### Communes limitrophes
| Saint-Étienne-de-Cuines  | Saint-Étienne-de-Cuines, Saint-Avre | Saint-Avre, Montvernier |
| Saint-Alban-des-Villards | Sainte-Marie-de-Cuines              | Pontamafrey-Montpascal  |
| Saint-Alban-des-Villards | Saint-Alban-des-Villards, Jarrier   | Jarrier                 |

### Hydrographie

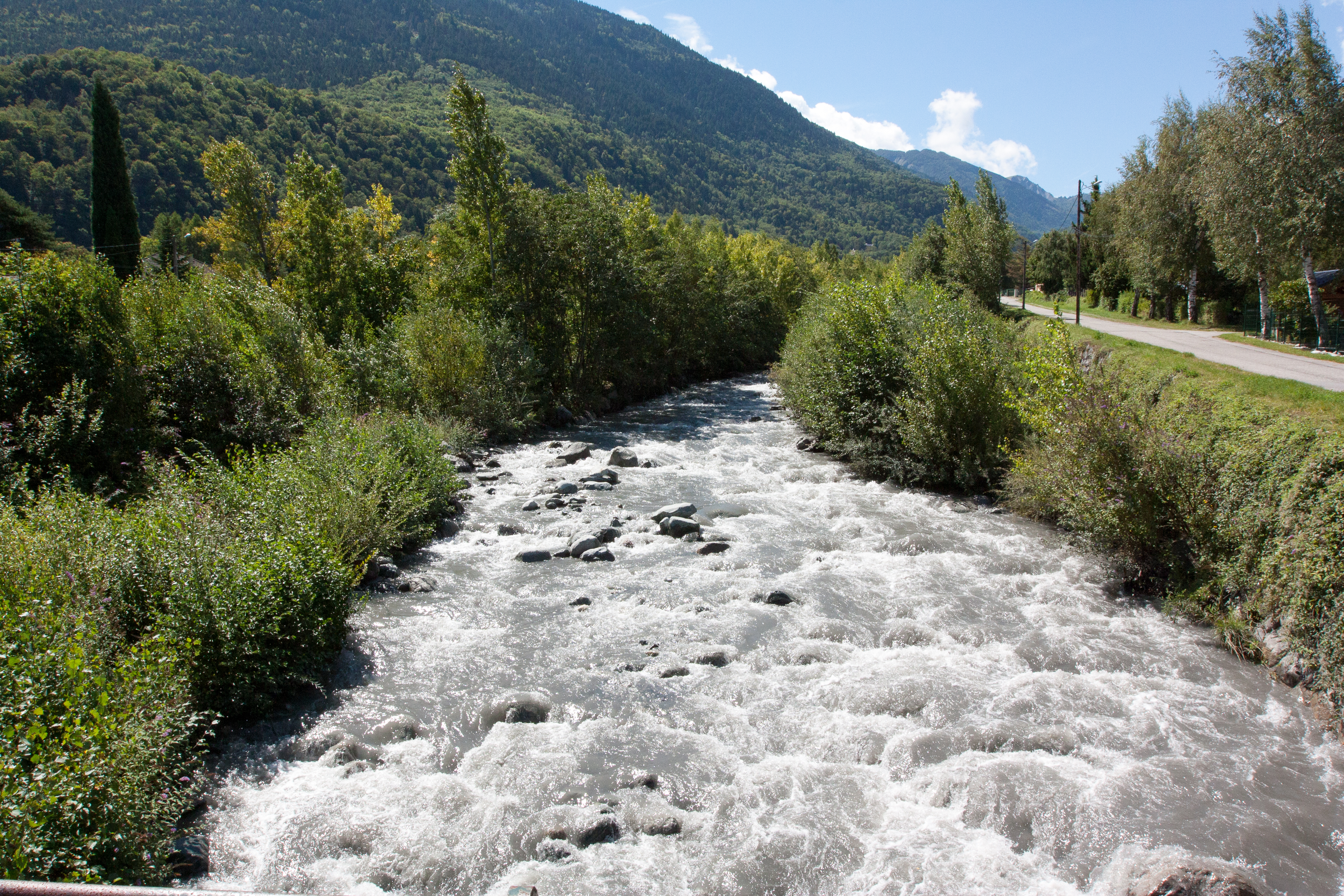
La rivière le Glandon à la limite séparative des communes de Saint-Étienne-de-Cuines et Sainte-Marie-de-Cuines.

La rivière l'Arc traverse la commune à l’extrême nord-est de son territoire. Le Glandon, affluent gauche de l'Arc, délimite en le territoire de la commune du sud-ouest au nord. 
Le ruisseau du Bial, appelé également le canal des moulins, traverse également une partie de la commune depuis la centrale E.D.F. du Gladon et se jette dans l'Arc. Ce petit ruisseau alimentait plusieurs anciens moulins à eau de la commune (La Tournaz, Le Martinet, une ancienne scierie, une serrurerie) ainsi que l'ancien lavoir du Martinet. Sur le secteur du Martinet, il est en canalisation souterraine.

### Voies de communication et transports
La commune de Sainte-Marie-de-Cuines est accessible par l'autoroute A43, sortie no 26 : La Chambre, et par la route départementale D 1006 (ancienne nationale 6).
La gare de Saint-Avre - La Chambre, située à proximité, dessert la commune par des liaisons TGV saisonnières en hiver en provenance de Paris, et par des trains TER en provenance de Lyon, Chambéry et Saint-Jean de Maurienne.

## Urbanisme

### Typologie
Au 1er janvier 2024, Sainte-Marie-de-Cuines est catégorisée commune rurale à habitat dispersé, selon la nouvelle grille communale de densité à sept niveaux définie par l'Insee en 2022.
Elle appartient à l'unité urbaine de Saint-Étienne-de-Cuines, une agglomération intra-départementale regroupant six  communes, dont elle est ville-centre,,. Par ailleurs la commune fait partie de l'aire d'attraction de Saint-Jean-de-Maurienne, dont elle est une commune de la couronne,. Cette aire, qui regroupe 26 communes, est catégorisée dans les aires de moins de 50 000 habitants,.

### Occupation des sols
L'occupation des sols de la commune, telle qu'elle ressort de la base de données européenne d’occupation biophysique des sols Corine Land Cover (CLC), est marquée par l'importance des forêts et milieux semi-naturels (84,9 % en 2018), en diminution par rapport à 1990 (89,5 %). La répartition détaillée en 2018 est la suivante : 
forêts (71,8 %), milieux à végétation arbustive et/ou herbacée (13,1 %), zones urbanisées (5,1 %), zones industrielles ou commerciales et réseaux de communication (4,8 %), prairies (3,4 %), zones agricoles hétérogènes (1,8 %).
L'IGN met par ailleurs à disposition un outil en ligne permettant de comparer l’évolution dans le temps de l’occupation des sols de la commune (ou de territoires à des échelles différentes). Plusieurs époques sont accessibles sous forme de cartes ou photos aériennes : la carte de Cassini (XVIIIe siècle), la carte d'état-major (1820-1866) et la période actuelle (1950 à aujourd'hui).

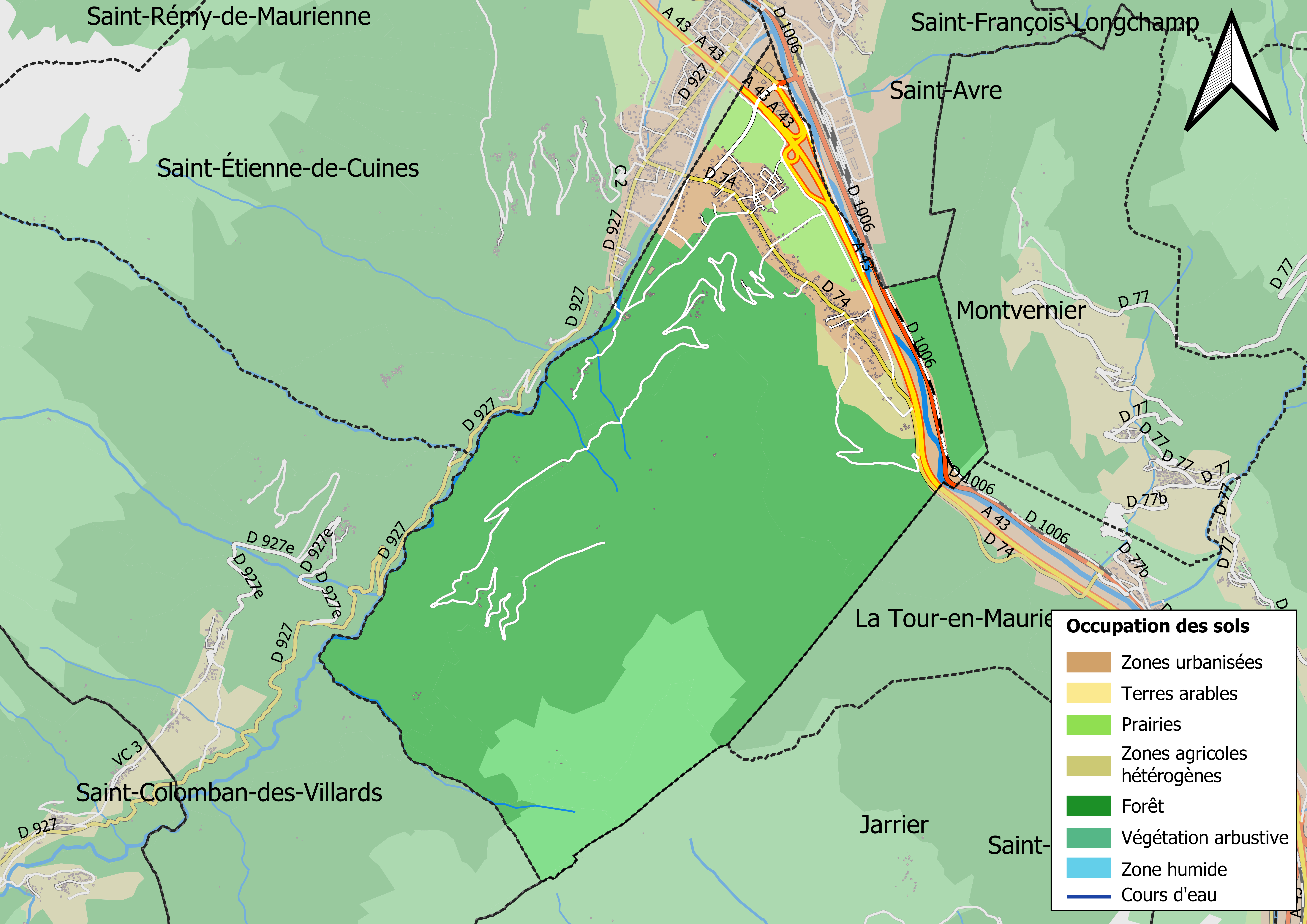
Carte des infrastructures et de l'occupation des sols en 2018 (CLC) de la commune.
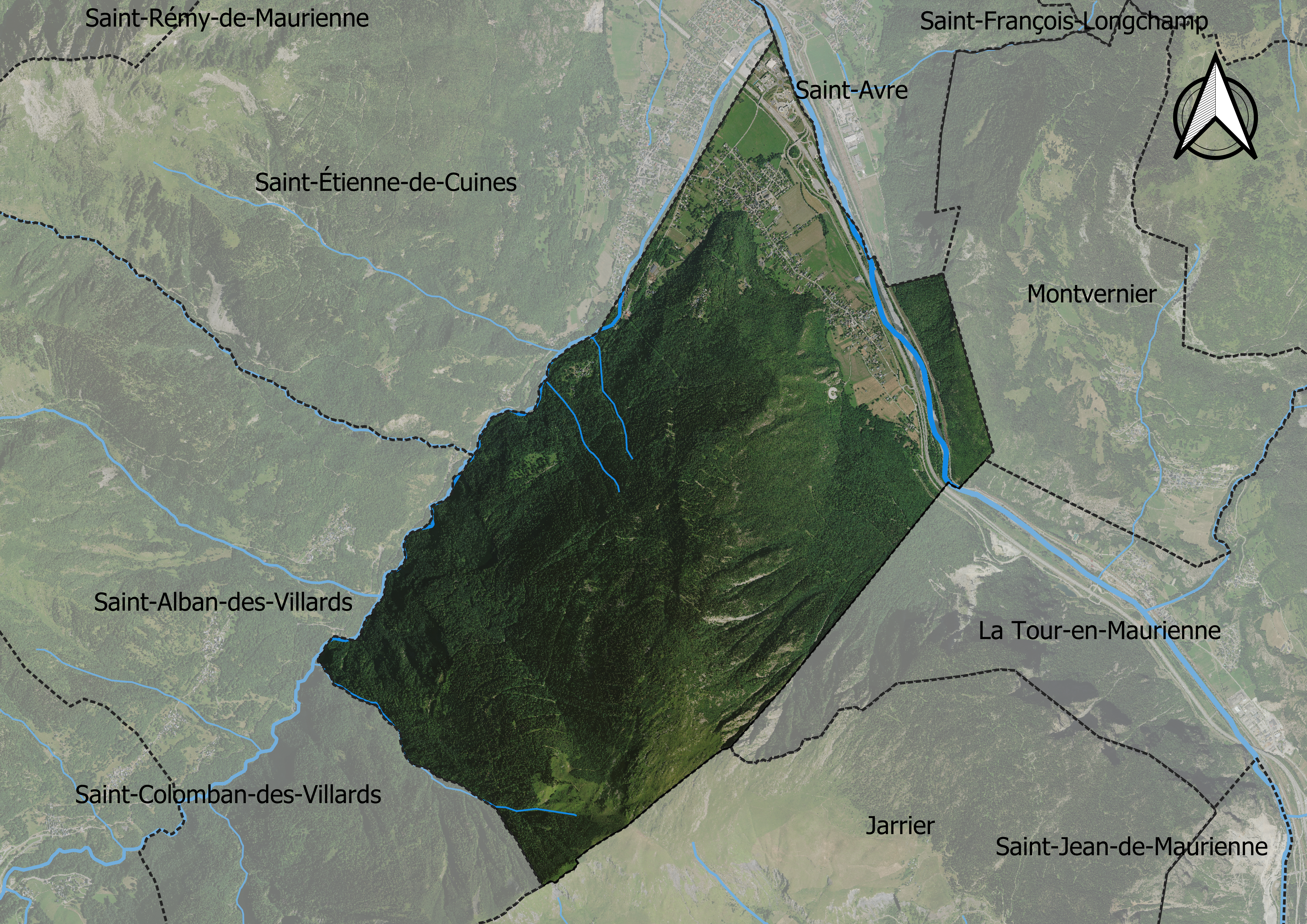
Carte orthophotogrammétrique de la commune.

## Toponymie
En francoprovençal, le nom de la commune s'écrit Sint Mari, selon la graphie de Conflans.

### Tendances politiques et résultats

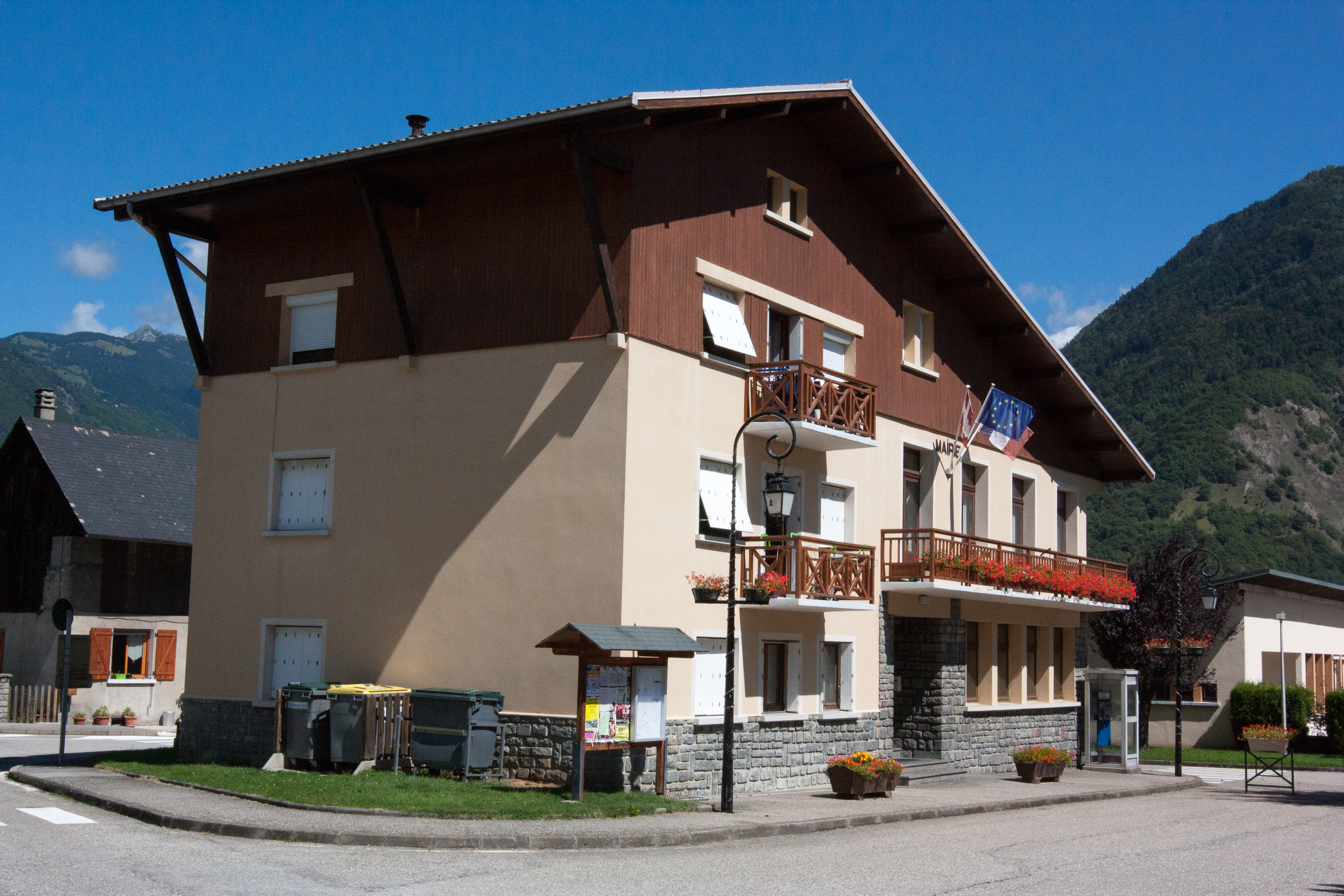
L'hôtel de ville de Sainte-Marie-de-Cuines.

## Politique et administration

### Liste des maires
| Période                                  | Période   | Identité               | Étiquette | Qualité     |
| ---------------------------------------- | --------- | ---------------------- | --------- | ----------- |
| mai 1953                                 | mars 1983 | Raymond Camille Girard | PCF       | Agriculteur |
| mars 1983                                | mars 1989 | Adrien Poma            | PCF       |             |
| mars 1989                                | mars 2008 | Michel Vinit           | ...       | ...         |
| mars 2008                                | En cours  | Philippe Girard        | ...       | ...         |
| Les données manquantes sont à compléter. |           |                        |           |             |

À la suite de la délibération du conseil municipal du 2 octobre 2012, la commune a intégré la communauté de communes de la Vallée du Glandon le 1er janvier 2014, se substituant au syndicat intercommunal du canton de La Chambre, désormais dissout.

## Population et société

### Démographie
L'évolution du nombre d'habitants est connue à travers les recensements de la population effectués dans la commune depuis 1793. Pour les communes de moins de 10 000 habitants, une enquête de recensement portant sur toute la population est réalisée tous les cinq ans, les populations de référence des années intermédiaires étant quant à elles estimées par interpolation ou extrapolation. Pour la commune, le premier recensement exhaustif entrant dans le cadre du nouveau dispositif a été réalisé en 2007.

En 2022, la commune comptait 840 habitants, en évolution de +3,96 % par rapport à 2016 (Savoie : +3,63 %, France hors Mayotte : +2,11 %).
| 1793 | 1800 | 1806 | 1822 | 1838 | 1848 | 1858 | 1861 | 1866 |
| ---- | ---- | ---- | ---- | ---- | ---- | ---- | ---- | ---- |
| 541  | 581  | 632  | 728  | 762  | 851  | 786  | 736  | 767  |

| 1872 | 1876 | 1881 | 1886 | 1891 | 1896 | 1901 | 1906 | 1911 |
| ---- | ---- | ---- | ---- | ---- | ---- | ---- | ---- | ---- |
| 718  | 762  | 744  | 744  | 685  | 698  | 710  | 746  | 749  |

| 1921 | 1926 | 1931 | 1936 | 1946 | 1954 | 1962 | 1968 | 1975 |
| ---- | ---- | ---- | ---- | ---- | ---- | ---- | ---- | ---- |
| 701  | 678  | 699  | 640  | 571  | 537  | 552  | 529  | 527  |

| 1982 | 1990 | 1999 | 2006 | 2007 | 2012 | 2017 | 2022 | - |
| ---- | ---- | ---- | ---- | ---- | ---- | ---- | ---- | - |
| 524  | 510  | 573  | 704  | 723  | 800  | 803  | 840  | - |

### Enseignement
La commune est rattachée à l'académie de Grenoble.

## Culture et patrimoine

### Lieux et monuments

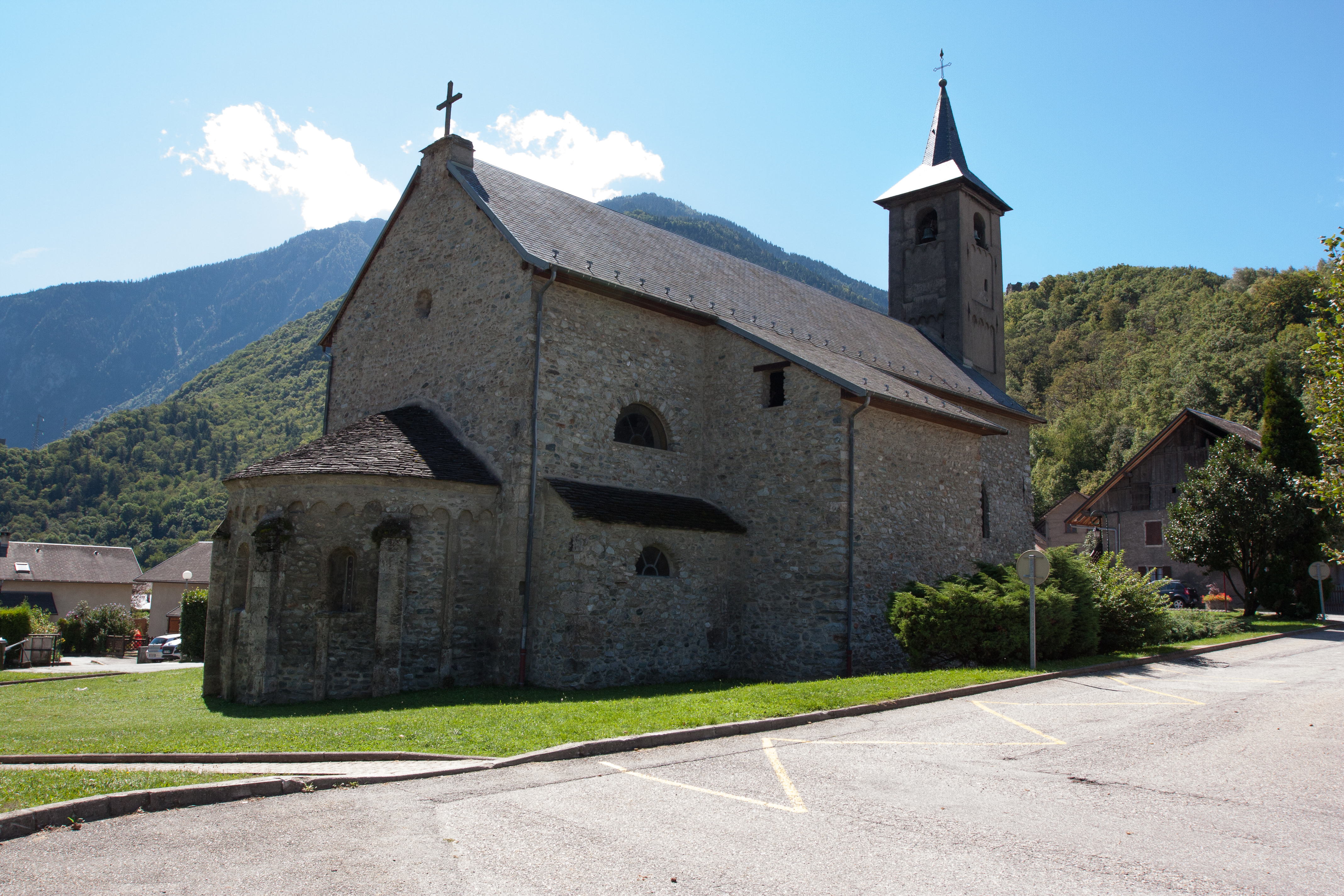
L'église de Sainte-Marie-de-Cuines.

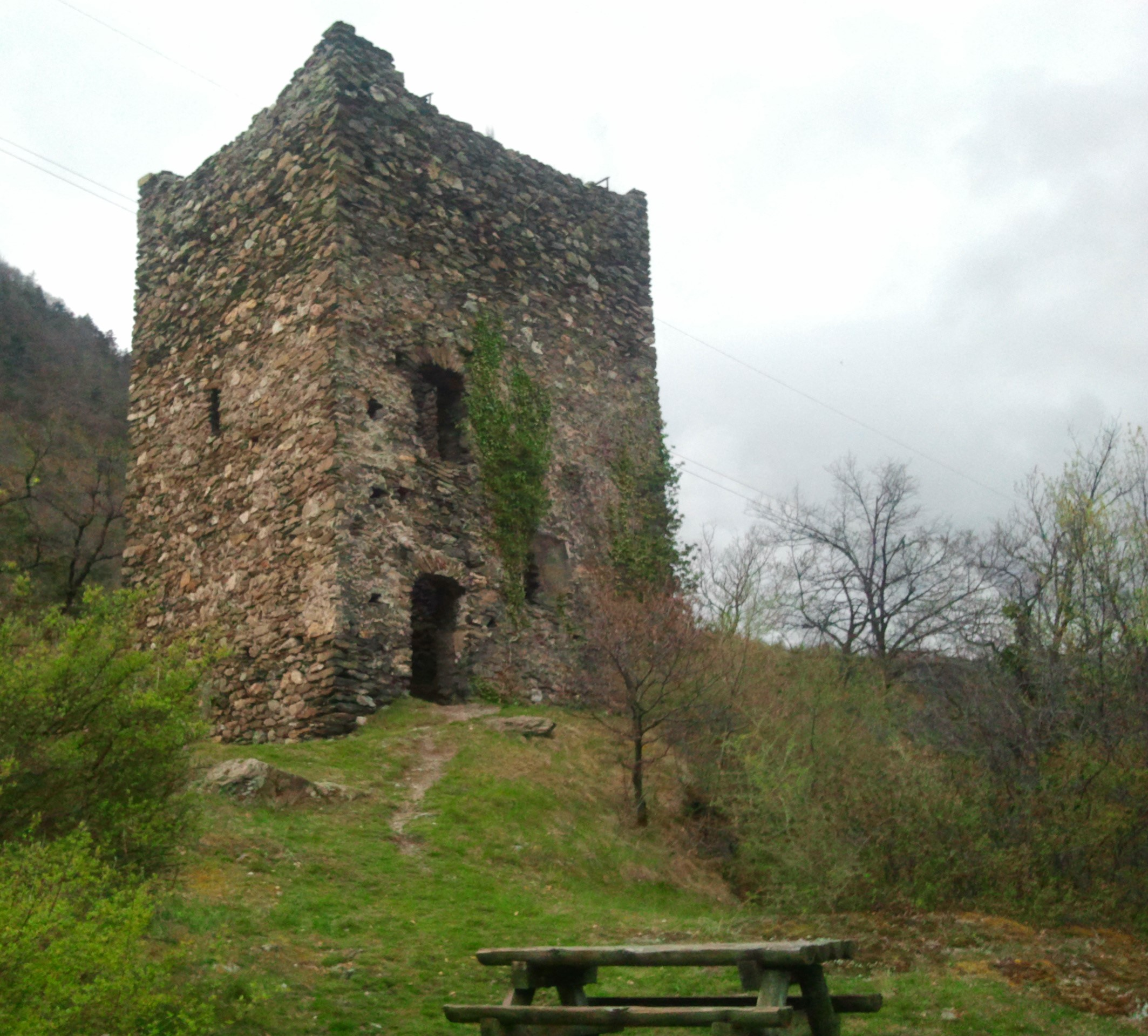
La tour du Châtel-André.

- L'église Notre-Dame-de-l'Assomption, datant du XIIe siècle, dont le clocher et l'abside sont inscrits au titre des monuments historiques le 5 octobre 1949[13],[14].
- La tour du Châtel-André (XIIe siècle)[15].
- Le château de Cuines, dit aussi Château-Joli (début du XIe siècle)[16],[17].
- La tour de Burgin[18].
- L'ancienne taverne sur la route du Mont, au-dessus du hameau de La Palud (propriété privée).
- Les deux fours communaux : celui du Chef-Lieu et celui des Champagnes.
- Les deux lavoirs (La Palud et Le Martinet) et les nombreuses fontaines en pierre.
- L'Aura de Maurienne[19], œuvre monumentale de 5 000 m2, symbole de solidarité, plus grande création collective au monde, constituée de 42 000 pièces d'aluminium portant des messages gravés par les habitants de la vallée de la Maurienne et des artistes du monde entier. Fruit de l'imagination de l'artiste Marc Biétry qui symbolise la solidarité entre les hommes, 13 années ont été nécessaires pour la réaliser (1994-2007). Ce fut également un chantier d'insertion mené par l'association Solid'Art et piloté par Yves Pasquier.